# Fila de Mariches (paroisse civile)
Pour les articles homonymes, voir Fila de Mariches.
Fila de Mariches ou Filas de Mariche, Parroquia Fila de Mariches ou Filas de Mariche en espagnol, est l'une des cinq paroisses civiles de la municipalité de Sucre dans l'État de Miranda au Venezuela. Sa capitale est Fila de Mariches, l'un des quartiers orientaux de la capitale Caracas. En 2011, sa population s'élève à 32 303 habitants.

## Étymologie
La paroisse civile de Fila de Mariches tient son nom du mot fila en espagnol, signifiant « groupe de mont[agne]s » tandis que Mariche désigne le peuple indigène dont le chef était le cacique Tamanaco au XVIe siècle de la tribu des Mariche ou Mariches, l'une des tribus du groupe des Kalinago, autrement appelés indiens Caraïbes.

## Géographie

### Démographie
Hormis sa capitale Fila de Mariches constituant l'un des quartiers orientaux de la capitale Caracas, la paroisse civile possède plusieurs localités :
- Guanasmita
- Guayabito
- El Latón
- Fila de Mariches
- La Estrella
- La Lagunita (partie ouest)
- Loma Larga